# 皮埃尔·德·孟德斯鸠·达达尼昂

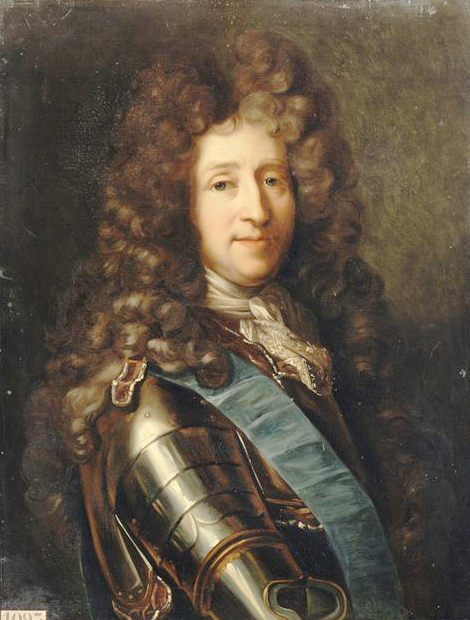
皮埃尔·德·孟德斯鸠，达达尼昂伯爵

皮埃尔·德·孟德斯鸠，达达尼昂伯爵，又称孟德斯鸠伯爵（Pierre de Montesquiou, comte d'Artagnan and later comte de Montesquiou） (1640年—1725年8月12日) 法国军人和法国元帅。
著名的法国孟德斯鸠家族成员，他是达达尼昂领主亨利一世·德·孟德斯鸠第四个儿子，母亲让娜（Jeanne），让·德·加西昂（Jean de Gassion）之女。 他也是夏尔·德·巴兹·德·卡斯德尔莫（Charles de Batz de Castelmore）的表弟，达达尼昂伯爵是他借给卡斯德尔莫的头衔，后成为大仲马的三个火枪手中主角之一。
孟德斯鸠作为一个步兵在法国卫兵服役达23年，1688年被授予准将（brigadier），1691年和1696年1月3日晋升为少将（maréchal de camp）和中将（lieutenant général）。1709年9月15日被授予法国元帅，以奖励9月11日他在马尔普拉奎战役中杰出的行为。